# هارفي سميث (لاعب كرة قاعدة)
هارفي سميث (بالإنجليزية: Harvey Smith)‏ هو لاعب كرة قاعدة أمريكي، ولد في 24 يوليو 1871 في Union Deposit, Pennsylvania ‏ في الولايات المتحدة، وتوفي في 12 نوفمبر 1962 في هاريسبرج في الولايات المتحدة.

## وصلات خارجية
- هارفي سميث على موقعبيزبول رفرنس.كوم (الدوري الرئيسي) (الإنجليزية)
- هارفي سميث على موقعبيزبول رفرنس.كوم (الدوري الثانوي) (الإنجليزية)